# Championnat d'Afrique des nations féminin de handball 1992
Navigation
Championnat d'Afrique des Nations 1991 Championnat d'Afrique des Nations 1994
La 10e édition du Championnat d'Afrique des nations féminin de handball a eu lieu à Yamoussoukro (Côte d'Ivoire) du 13 au 22 novembre 1992. Le tournoi réunit les meilleures équipes féminines de handball en Afrique et est joué en même temps que le tournoi masculin.
En finale, l'Angola s'impose face au Congo et remporte son 2e titre dans la compétition. La Côte d'Ivoire complète le podium.
L'Angola est ainsi qualifié pour le championnat du monde 1993.

## Modalités
Au premier tour, les équipes sont réparties en 3 groupes. Les 2 premiers de chaque poule sont qualifiés pour le tour principal. 
Les deux premiers sont qualifiés pour le tour principal (2 poules de 3 équipes). Lors de ce tour principal, les deux premiers de leurs poules jouent la finale, les deux seconds jouent la troisième place et les deux troisièmes de leurs poules jouent la cinquième place.
Les matchs ont lieu à Yamoussoukro dans les salle du lycée scientifique et la salle de l'INSET.

## Résultats

### Premier tour
Poule A
- dimanche 15 novembre 1992 à 14h00, salle 1 du lycée scientifique :  Algérie bat  Nigeria 15-8 (mi-temps 7-3)
- Classement final : 
  1.  Algérie 3 pts
  2.  Nigeria 1 pt

Remarque : l' Égypte, qui devait être dans cette poule, a déclaré forfait.
Poule B
- Samedi 14 novembre 1992 à 15h15, salle 1 du lycée scientifique :  Sénégal bat  Tunisie 18-16 (mi-temps 6-8)
- Dimanche 15 novembre 1992 à 16h20, salle 2 du lycée scientifique :  Angola bat  Sénégal 26-20 (mi-temps 15-09)
- Lundi 16 novembre 1992 à 14h00, salle 1 du lycée scientifique :  Angola bat  Tunisie ?-?
- Classement final : 
  1.  Angola 6 pts
  2.  Sénégal 4 pts
  3.  Tunisie 2 pts

Poule C
- Vendredi 13 novembre 1992 à 17h15 (match d'ouverture), salle INSET :  Côte d'Ivoire bat  Zaïre 34-08
- Dimanche 15 novembre 1992 à 16h20, salle 1 du lycée scientifique :  Congo bat  Côte d'Ivoire 19-17 (mi-temps 4-9)
- Lundi 16 novembre 1992 à 15h15, salle 2 du lycée scientifique :  Congo bat  Zaïre  ?-?
- Classement final :
  1.  Congo 6 pts
  2.  Côte d'Ivoire 4 pts
  3.  Zaïre  2 pts.

### Tour principal
Tous les matchs se sont déroulés dans la salle du lycée scientifique :
Poule 1
- Mercredi 18 novembre 1992 à 14h30 : Algérie  bat  Sénégal 22-14
- Jeudi 19 novembre 1992 à 14h30 : Congo  et  Algérie 11-11
- Vendredi 20 novembre 1992 à 14h30 : Congo  bat  Sénégal 30-13 (mi-temps 16-07)
- Classement final : 
  1.  Congo 5 pts ( +17)
  2.  Algérie 5 pts (+8)
  3.  Sénégal 2 pts

Poule 2
- Mercredi 18 novembre 1992 à 15h45 : Angola  et  Nigeria ?-?
- Jeudi 19 novembre 1992 à 15h45 : Côte d'Ivoire  bat  Nigeria ?-?
- Vendredi 20 novembre 1992 à 15h45 :  Angola  bat  Côte d'Ivoire 18-17  (mi-temps 8-6).
- Classement final : 
  1.  Angola 5 pts
  2.  Côte d'Ivoire 4 pts
  3.  Nigeria 3 pts

Le Congo et l'Angola sont qualifiés pour la finale .

### Matchs de classement
| Match                  | Date                      | Heure | Lieu                        | Équipe 1      | Score                  | Équipe 2 |
| ---------------------- | ------------------------- | ----- | --------------------------- | ------------- | ---------------------- | -------- |
| Match pour la 7e place | samedi 21 novembre 1992   | 14h30 | salle du lycée scientifique | Tunisie       | 22 – 16 (13-9)         | Zaïre    |
| Match pour la 5e place | samedi 21 novembre 1992   | 15h45 | salle du lycée scientifique | Nigeria       | 20 – 17 (8-12)         | Sénégal  |
| Match pour la 3e place | samedi 21 novembre 1992   | 17h00 | salle du lycée scientifique | Côte d'Ivoire | 20 – 16ap (16-16, 8-7) | Algérie  |
| Finale                 | dimanche 22 novembre 1992 | 14h30 | salle de l'INSET            | Angola        | 25 – 22 (?-?)          | Congo    |

## Classement final
Le classement final est :
| Rang                        | Nation        |
| --------------------------- | ------------- |
| Médaille d'or, Afrique      | Angola        |
| Médaille d'argent, Afrique  | Congo         |
| Médaille de bronze, Afrique | Côte d'Ivoire |
| 4                           | Algérie       |
| 5                           | Nigeria       |
| 6                           | Sénégal       |
| 7                           | Tunisie       |
| 8                           | Zaïre         |
| Forfait                     | Égypte        |

L'Angola est ainsi qualifiée pour le Championnat du monde 1993.